# Listă de scriitori columbieni
- Adolfo León Gómez
- Porfirio Barba-Jacob
- Gabriel García Márquez
- Alfredo Iriarte
- Jorge Isaacs
- Juan Gossaín
- Álvaro Mutis
- José Eustacio Rivera
- Fernando Vallejo